# Johann Philipp Praetorius
Johann Philipp Praetorius (* 1696 in Elmshorn; † 1766 in Trier) war ein deutscher Librettist.

## Leben
Praetorius absolvierte ein Jurastudium und promovierte. Anschließend wurde er Gräflich Rantzauischer Rat.
Er war einer der produktivsten Librettisten der Hamburger Oper am Gänsemarkt.
Der Text zu Georg Philipp Telemanns Kapitänsmusiken 1724 stammt ebenso aus seiner Feder wie
die Opernlibretti „Pimpinone oder Die ungleiche Heirat“ und „Der Hamburger Jahr-Marckt oder Der glückliche Betrug“ aus dem Jahre 1725 sowie „Calypso“ zwei Jahre später. Praetorius schrieb auch Libretti für Reinhard Keiser.
In den Jahren 1734 bis 1744 war Praetorius als Gerichtshalter in Kollmar bei Glückstadt tätig. 1744 folgte er dem Ruf des Trierer Kurfürsten Franz Georg von Schönborn auf die Professur für Staatsrecht und Geschichte. Um diese Stellung zu erhalten, konvertierte Praetorius zum katholischen Glauben und wurde zum Hofrat ernannt. Ihm wurde die noch kleine Universitätsbibliothek übertragen, die er durch umfangreiche und kostspielige Sammlungen zum Staatsrecht und zur Geschichte ergänzte.